# Bag of Bones
Bag of Bones – dziewiąta płyta zespołu Europe wydana 27 kwietnia 2012 roku. Produkcją krążka zajął się Kevin Shirley.

## Lista utworów
| Nr  | Tytuł utworu                     | Długość |
| --- | -------------------------------- | ------- |
| 1.  | „Riches To Rags”                 | 3:05    |
| 2.  | „Not Supposed To Sing The Blues” | 5:13    |
| 3.  | „Firebox”                        | 3:46    |
| 4.  | „Bag Of Bones”                   | 5:31    |
| 5.  | „Requiem”                        | 0:28    |
| 6.  | „My Woman My Friend”             | 4:25    |
| 7.  | „Demon Head”                     | 3:58    |
| 8.  | „Drink And A Smile”              | 2:21    |
| 9.  | „Doghouse”                       | 3:58    |
| 10. | „Mercy You Mercy Me”             | 4:31    |
| 11. | „Bring It All Home”              | 3:39    |
| 12. | „Beautiful Disaster”             | 3:57    |
|     |                                  | 44:52   |

## Twórcy
- Joey Tempest – śpiew
- John Norum – gitara
- John Levén – gitara basowa
- Mic Michaeli – keyboardy, śpiew w tle
- Ian Haugland – perkusja, śpiew w tle

## Pozycje na listach przebojów
| Rok  | Lista    | Pozycja | Źródło |
| ---- | -------- | ------- | ------ |
| 2012 | Szwecja  | 2       | [ 2 ]  |
| 2012 | Norwegia | 21      | [ 3 ]  |